# Bernadett Heidum
Bernadett Heidum, née le 26 mai 1988 à Budapest est une patineuse de vitesse sur piste courte hongroise active depuis 2002.

## Carrière
En 2010, elle a participé à ses premiers Jeux olympiques d'hiver finissant neuvième au 1 500 m et cinquième au relais.
Aux Championnats d'Europe 2011 disputés à Heerenveen, elle décroche la médaille d'argent du classement général.
Heidum a été désignée porte-drapeau de la délégation hongroise pour la cérémonie d'ouverture des Jeux olympiques d'hiver de 2014.